# Mi razón de ser
Mi razón de ser es el séptimo álbum de estudio de la banda sinaloense mexicana MS de Sergio Lizárraga, lanzado el 19 de noviembre de 2012 bajo el sello de Disa. El álbum se compone de doce canciones de música tradicional y popular mexicana.
Esta obra de la rama musical con letra registrada ante INDAUTOR a nombre del compositor José Luis Calderón Águila, se encuentra en una disputa legal desde el año 2012 entre los compositores Calderón Águila y Horacio Palencia Cisneros (10%), Eduardo Palencia Cisneros (90%), Sergio Lizárraga Lizárraga, la propia Banda MS, Jesús Himar Loredo Soto y otros; incluso en marzo de 2022 un Juez Federal valoró que la razón le asiste al compositor Calderón Águila ordenando vincular a proceso a Horacio Palencia Cisneros por su probable responsabilidad en tres delitos federales en materia de derechos de autor (plagio total), imponiéndole el pago de 1 millón de pesos, la prohibición de salir del país y la obligación de firmar periódicamente en el reclusorio oriente de la Ciudad de México, además de que durante casi un año se prohibió la difusión y comercialización de la obra. 
La pugna legal fue ganada por Horacio Palencia a inicios de 2023 (https://www.elfinanciero.com.mx/entretenimiento/2023/02/21/banda-ms-ya-podra-volver-a-tocar-mi-razon-de-ser-horacio-palencia-gano-demanda-de-plagio/), con lo cual la Banda MS ya puede tocar esta canción en sus presentaciones.

## Lista de canciones
| N.º   | Título             | Escritor(es)                               | Duración |  |
| 1.    | «Dos mujeres»      | Ricardo Ramírez                            | 2:35     |  |
| 2.    | «Amor express»     | Espinoza Paz                               | 3:07     |  |
| 3.    | «Sigue»            | Horacio Palencia                           | 2:16     |  |
| 4.    | «Mi razón de ser»  | Horacio Palencia                           | 3:30     |  |
| 5.    | «Pásame un bote»   | Luciano Luna · José Mercedes Bojorquez     | 2:42     |  |
| 6.    | «Dicen del señor»  | Mario Delgado                              | 2:42     |  |
| 7.    | «Pídeme perdón»    | Espinoza Paz                               | 3:27     |  |
| 8.    | «Libre de mí»      | Luciano Luna · Miguel Romero "El Tacuache" | 3:24     |  |
| 9.    | «Quisiera»         | Chiquilín Castro                           | 2:15     |  |
| 10.   | «Si no te tengo»   | Wilfran Castillo                           | 3:07     |  |
| 11.   | «Duele»            | Julio Martínez                             | 2:56     |  |
| 12.   | «No me des cuello» | Oracio Ortiz                               | 3:03     |  |
| 35:04 |                    |                                            |          |  |